# Rádio Porto Moniz
A Rádio Porto Moniz é uma estação de rádio portuguesa com sede no Porto Moniz, na Madeira. E opera na frequência 102.9 MHz FM.